# Pałac w Chotkowie
Pałac w Chotkowie (niem. Schloss Hertwigswaldau) – zabytkowy pałac z XVII w. we wsi Chotków, w powiecie żagańskim.
Pierwotnie renesansowy dwór wybudowany w XVI w. Przebudowany w 1709 w stylu barokowym. Wejście obramowano kamiennym portalem ze zwornikiem zawierającym rok 1709. Nad wejściem kartusz z herbami Jerzego Krzysztofa von Prosskau (L, 1679–1733), syna 
Georg Christoph (Jerzego Krzysztofa) II (1629–1701), i jego żony od 1702 Marii Wiktorii von Sprintzenstein (1682–1730). Georg Christoph odziedziczył majątki 
na Dolnym Śląsku, miał  po dziesięcioro dzieci zmarłych w dzieciństwie.

Obiekt jest częścią  zespołu pałacowego z XVIII w., w skład którego wchodzą jeszcze:
- dwie wieże (basteje)
- brama na dziedziniec gospodarczy (nie istnieje)
- wozownia (nie istnieje)
- obora[2].

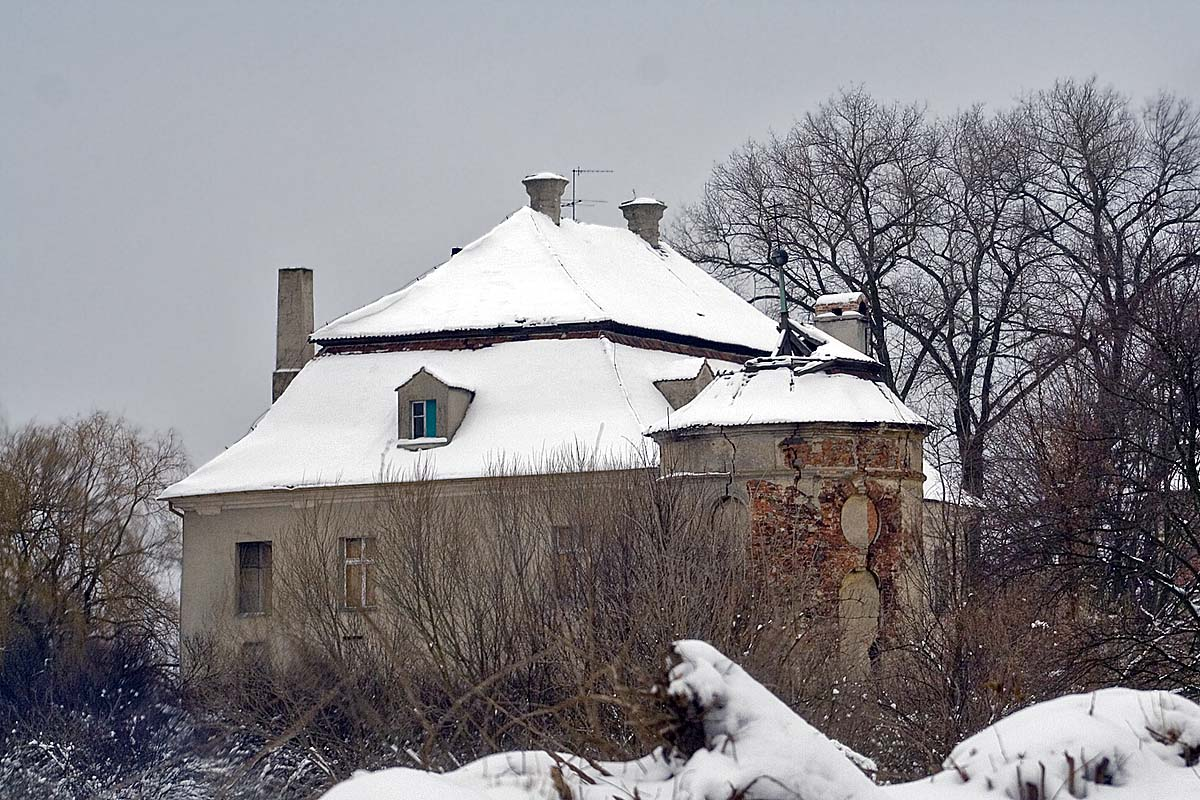
Pałac
Georg von Prosskau (1679–1733)
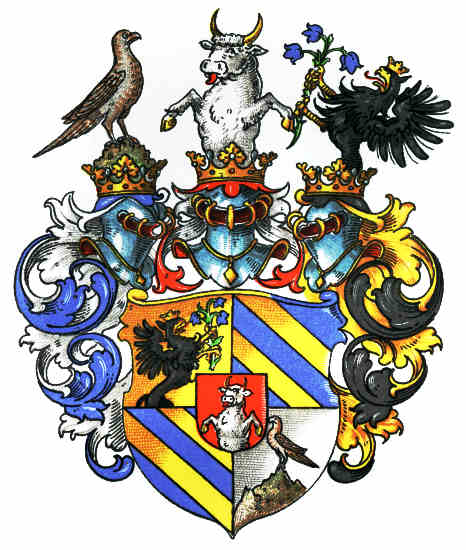
Maria Sprintzenstein (1682–1730)